# Kungsfiskare (familj)
Kungsfiskare (Alcedinidae) är en fågelfamilj i ordningen praktfåglar. Det finns ett 90-tal arter och alla har de stora huvuden, lång, vass näbb, korta ben och kort stjärt och de återfinns över hela världen. Tidigare delades kungsfiskarna upp i de tre familjerna trädkungsfiskare (Halcyonidae), vattenkungsfiskare (Cerylidae) och egentliga kungsfiskare (Alcedinidae). Numera behandlas de allmänt som en och samma familj.

## Utbredning
Kungsfiskarna förekommer främst i tropiska områden i gamla världen och Australasien. I Europa och Nordamerika norr om Mexiko finns det mycket få arter där de två som har störst utbredning är kungsfiskare (Alcedo atthis) och bälteskungsfiskare (Megaceryle alcyon). Sedan finns det även ett litet antal arter med lokala populationer som (ringkungsfiskare (Megaceryle torquata) och grön kungsfiskare (Chloroceryle americana) i södra Texas, och gråfiskare (Ceryle rudis) och smyrnakungsfiskare (Halcyon smyrnensis) i sydöstra Europa.
Även tropiska Sydamerika har ganska få arter med bara fem häckande arter plus den övervintrande bälteskungsfiskaren. I jämförelse kan nämnas att det i det lilla landet Gambia i Afrika finns åtta häckande arter inom landets gränser.
De sex arterna som återfinns i Amerika består av fyra nära besläktade grönfärgade kungsfiskare inom släktet Chloroceryle och två stora tofsprydda kungsfikare inom släktet Megaceryle, vilket indikerar att de evolutionärt härstammar från en eller två arter.

## Biotop och föda
Kungsfiskare lever både i skog- och våtmarksbiotoper. De som lever i närheten av vatten jagar småfisk, men även kräftor, grodor och insekter medan skogslevande kungsfiskare äter reptiler. Gemensamt för alla kungsfiskare är att de slår ihjäl sitt byte genom att slå det mot en hård yta som ett träd eller en sten.

## Anatomi
Kungsfiskarna har god syn både i luft och under vatten då linsen i deras ögon har en äggform som gör det möjligt att fokusera i de två olika miljöerna.
Den minsta kungsfiskaren är den afrikanska arten dvärgkungsfiskare (Ispidina lecontei) som bara väger runt 10.4 gram och mäter 10 cm på längden. Den största arten är jättekungsfiskare (Megaceryle maxima), som i snitt väger 355 gram och mäter 45 cm på längden. Dock är den tyngsta arten den australiska skrattkokaburran (Dacelo novaeguineae) där individer som väger över 450 gram inte är ovanliga.

## Systematik
Kungsfiskarna delas in i tre underfamiljer som tidigare ansågs utgöra tre egna familjer. Listan nedan med familjens släkten och arter följer AviList.
- Underfamilj Alcedinindae
  - Ispidina – två arter
  - Corythornis – fyra arter
  - Alcedo – åtta arter, däribland kungsfiskaren
  - Ceyx – 23 arter

- Underfamilj Cerylinae
  - Megaceryle – fyra arter
  - Ceryle – gråfiskare
  - Chloroceryle – fyra arter

- Underfamilj Halcyoninae
  - Lacedo – bandad kungsfiskare
  - Pelargopsis – tre arter
  - Halcyon – tolv arter
  - Cittura – två arter
  - Tanysiptera – nio arter paradiskungsfiskare
  - Melidora – kroknäbbad kungsfiskare
  - Dacelo – fem arter kokaburror
  - Caridonax – vitgumpad kungsfiskare
  - Actenoides – sex arter
  - Syma – två arter
  - Todiramphus – 29 arter